# Col Mono
Pour les articles homonymes, voir Mono.
Le col Mono (en anglais : Mono Pass) est un col de montagne américain, dans la Sierra Nevada, en Californie. Situé à une altitude de 3 232 mètres entre le mont Gibbs au nord et le mont Lewis au sud, il constitue la limite entre le comté de Tuolumne à l'ouest et le comté de Mono à l'est. Il sépare également la Yosemite Wilderness, dans le parc national de Yosemite, de l'Ansel Adams Wilderness, dans la forêt nationale d'Inyo. Il est franchi par un sentier de randonnée.
Dans son récit de voyage Un été dans la Sierra, publié en 1911, John Muir indique avoir passé le col à la mi-août 1869, en route pour le canyon Bloody ; il y croise des Mono en marche vers Yosemite, où ils vont chercher une cargaison de glands.